# Vegas Abajo
Vegas Abajo es un barrio ubicado en el municipio de Adjuntas en el estado libre asociado de Puerto Rico. En el Censo de 2010 tenía una población de 605 habitantes y una densidad poblacional de 75,5 personas por km².

## Geografía
Vegas Abajo se encuentra ubicado en las coordenadas 18°11′7″N 66°42′4″O / 18.18528, -66.70111. Según la Oficina del Censo de los Estados Unidos, Vegas Abajo tiene una superficie total de 8.01 km², que corresponden a tierra firme.

## Demografía
Según el censo de 2010, había 605 personas residiendo en Vegas Abajo. La densidad de población era de 75,5 hab./km². De los 605 habitantes, Vegas Abajo estaba compuesto por el 96.69% blancos, el 1.65% eran afroamericanos, el 0.17% eran amerindios, el 1.32% eran de otras razas y el 0.17% pertenecían a dos o más razas. Del total de la población el 99.83% eran hispanos o latinos de cualquier raza.